# Clive Standen

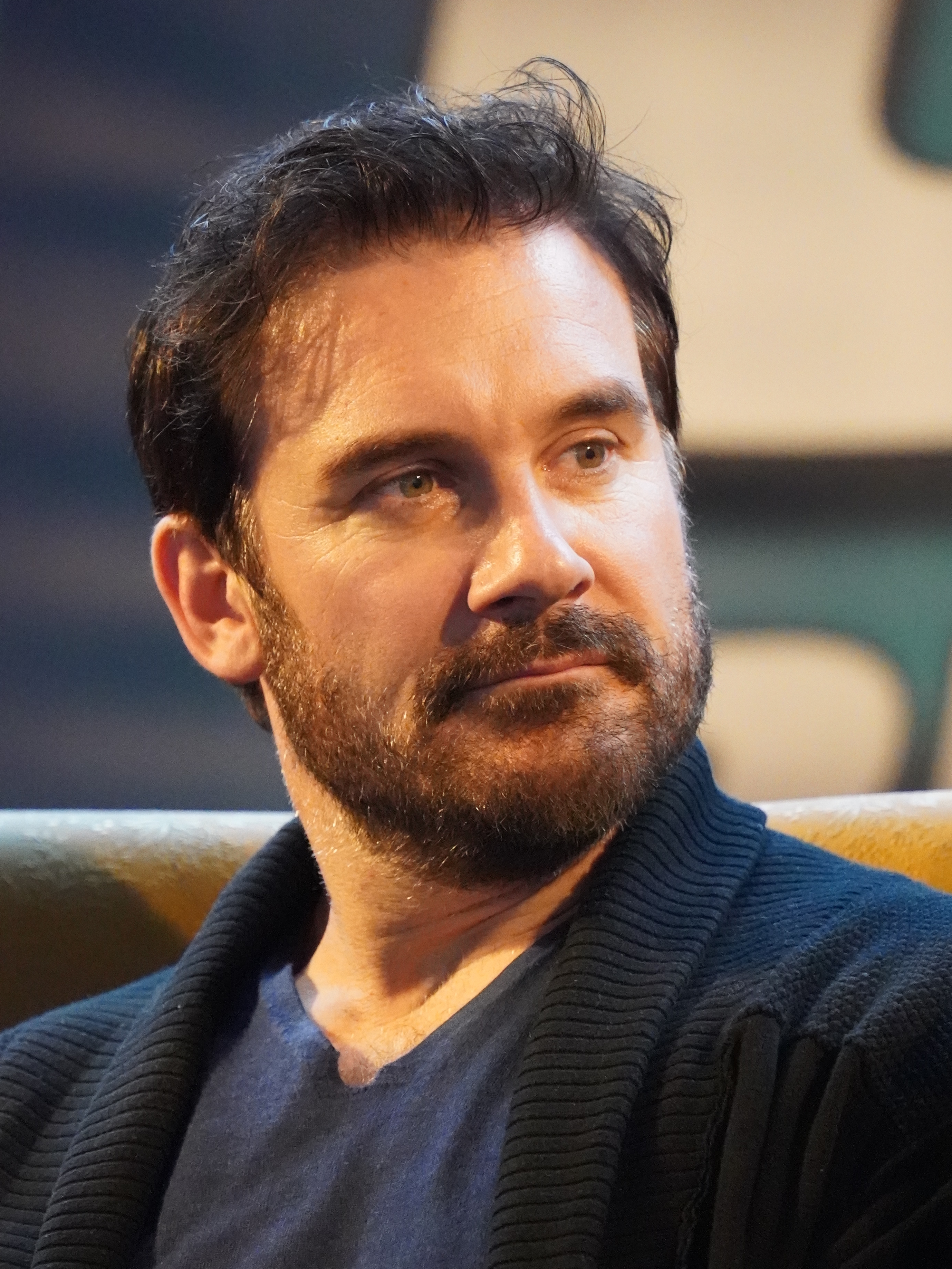
Clive Standen (2024)

Clive James Standen (* 22. Juli 1981 in Holywood, County Down, Nordirland) ist ein britischer Schauspieler.

## Leben
Standen wurde auf einem britischen Militärstützpunkt in Holywood, County Down, Nordirland, geboren und zog im Alter von zwei Jahren nach Leicestershire, East Midlands. Er ging auf die King-Edward-VII-Schule in Melton Mowbray. Danach besuchte er das Melton Mowbray College für darstellende Künstler. Abseits der Schauspielerei war er in seiner Jugend ein international erfolgreicher Muay-Thai-Boxer.
2007 heiratete er seine Freundin Francesca im Babington House. Sie leben mit ihren drei Kindern in London.
Clive Standen hat, nach eigenen Angaben, eine Leidenschaft für Umweltschutz. Er ist ein offizieller Botschafter für Sea Shepherd UK. In Zusammenarbeit mit dieser Meeresschutzorganisation drehte er ein Video, in dem er sich gegen den „barbarischen“ Walfang vor den Färöer-Inseln ausspricht.

## Karriere
Seine ersten Erfahrungen machte er als Stuntman in einem professionellen Stunt-Team in Nottingham. Es folgten Auftritte mit dem National Youth Theatre und dem National Youth Music Theatre. Später erhielt Standen einen Platz für ein dreijähriges Studium an der London Academy of Music and Dramatic Art.
Zum ersten Mal im Fernsehen war er 2004 in einer Gastrolle von Waking the Dead – Im Auftrag der Toten zu sehen. Danach hatte er Auftritte in den Dokumentarfilmen Ten Days to D-Day und Zero Hour. Im darauffolgenden Jahr war er für drei Folgen in der Soap Doctors als Charlie Halliday zu sehen. Im selben Jahr hatte er eine Rolle in dem Film Tom Brown’s Schooldays. Seine bis dahin bekannteste Rolle war die des Private Harris in drei Folgen der Science-Fiction-Fernsehserie Doctor Who. Es folgten Rollen in den Filmen Heroes and Villains und Namastey London. 2009 erhielt er eine Hauptrolle als Archer in der dritten Staffel von Robin Hood, doch die Serie wurde nach der Staffel eingestellt.
Nach dem Ende von Robin Hood bekam er eine Hauptrolle als Gawain in der Starz-Fernsehserie Camelot. Die Serie wurde jedoch nach zehn Folgen wieder eingestellt. 2011 und 2012 drehte er die Filme Eating Dust und Hammer of the Gods. Im Juni 2012 wurde er für die Rolle des Rollo in der History-Fernsehserie Vikings, die seit Januar 2013 ausgestrahlt wird, gecastet.
Für den zweiten Teil des Spiels Warhammer 40.000: Space Marine wurde er als Sprecher des Hauptcharakters Titus ausgewählt. Seine CGI-Gesichtsmerkmale wurden zudem als Vorlage für den Charakter genutzt.

## Filmografie
Filme
- 2004: Ten Days to D-Day
- 2005: Tom Brown’s Schooldays
- 2006: Heroes And Villains
- 2007: Namastey London
- 2010: Eating Dust
- 2013: Hammer of the Gods
- 2015: Everest
- 2018: Patient Zero
- 2019: Vault
- 2022: Vendetta

Serien
- 2004: Waking the Dead – Im Auftrag der Toten (Waking the Dead, Episoden 4x01–4x02)
- 2005: Doctors (drei Episoden)
- 2007: Zero Hour (Episode 3x01)
- 2008: Doctor Who (drei Episoden)
- 2009: Robin Hood (drei Episoden)
- 2010: Camelot (zehn Episoden)
- 2013–2018: Vikings (45 Episoden)
- 2017–2018: Taken – Die Zeit ist dein Feind (Taken, 26 Episoden)
- 2020: Mirage – Gefährliche Lügen (Mirage, sechs Episoden)
- 2023: Völlig zerstört (Obliterated, eine Episode)
- 2024: Winter Palace (acht Episoden)